# Ungarsk (sprog)
Ungarsk (magyar) er sproget i den uraliske sprogstamme. Det er det officielle sprog i Ungarn og en af de 24 officielle sprog i Den Europæiske Union. Det tales også af etniske ungarere i andre Europæiske lande og regioner blandt andet Rumænien (i Transsylvanien), Slovakiet, Ukraine, Serbien (i Vojvodina), Kroatien og Slovenien.
Ungarsk er også et officielt sprog i den serbiske provins Vojvodina og i 3 komuner i Slovenien.
Ungarsk er et agglutinerende sprog.

## Historie
De første kilder, hvor Ungarsk er dokumenteret kommer fra 11. århundrede. De kendte kilder er primært stednavne. 
I denne periode blev de gamle runer også erstattet af Det latinske alfabet.